# Ailwyn Fellowes, I barone Ailwyn
Ailwyn Edward Fellowes, I barone Ailwyn (Norwich, 10 novembre 1855 – Honingham, 23 settembre 1924), è stato un politico inglese.

## Biografia
Nacque nel 1855. Era figlio di Edward Fellowes, I barone di Ramsey, e di sua moglie, Mary Julia Milles, figlia di George Milles, IV barone Sondes. Studiò a Eton e al Trinity Hall, a Cambridge. Si laureò in giurisprudenza, ma non esercitò la professione preferendo dedicarsi alla gestione delle sue proprietà terriere e alla politica. Ereditò Honingham Hall, a Norfolk, da sua zia nel 1887 dedicando parte del suo tempo a migliorarla.

## Carriera politica
Iniziò la sua carriera politica come deputato per il collegio di North Huntingdonshire (1887-1902). Durante il governo di Lord Salisbury come Vice Ciambellano (1895-1900). Durante il governo di Salisbury e Arthur Balfour ricoprì la carica di a Lord del Tesoro (1900-1905). Nel marzo 1905 divenne membro del Consiglio privato e Ministro dell'agricoltura, della pesca e dell'alimentazione.
A parte il suo coinvolgimento nella politica nazionale è stato presidente della Norfolk County Council dal 1920, dopo essere stato un consigliere comunale per molti anni. Fu vice Luogotenente di Norfolk nel 1909.
Nel 1921 venne nominato barone Ailwyn. Fu direttore della London & North Eastern Railway, Norwich Union, e della Provident Association e Vice Presidente della Great Eastern Railway. Fu maggiore e colonnello del 3º battaglione del Norfolk Regiment.

## Matrimonio
Sposò, il 9 febbraio 1886, Agatha Jolliffe (18 ottobre 1863-9 luglio 1938), figlia di Hedworth Jolliffe, II barone Hylton e di Lady Mary Byng. Ebbero quattro figli:
- Ronald Fellowes, II barone Ailwyn (7 dicembre 1886–30 agosto 1936);
- Eric Fellowes, III barone Ailwyn (24 novembre 1887–23 marzo 1976);
- Lord Hedworth George Ailwyn Fellowes (10 luglio 1891-12 maggio 1917);
- Carol Fellowes, IV barone Ailwyn (23 novembre 1896–27 settembre 1988).

## Morte
Morì il 23 settembre 1924 a Honingham Hall, a Honingham, e venne sepolto nella chiesa locale.

## Ascendenza
|                                     |                                |                                       | Genitori                             |  |  | Nonni |  |  | Bisnonni         |  |  | Trisnonni        |  |
|                                     |                                |                                       |                                      |  |  |       |  |  | William Fellowes |  |  | Coulson Fellowes |  |
|                                     |                                |                                       |                                      |  |  |       |  |  | William Fellowes |  |  | Coulson Fellowes |  |
|                                     |                                | Urania Herbert                        |                                      |  |  |       |  |  | William Fellowes |  |  |                  |  |
| William Henry Fellowes              |                                |                                       |                                      |  |  |       |  |  | William Fellowes |  |  |                  |  |
|                                     |                                | Lavinia Smyth                         | sir James Smith                      |  |  |       |  |  |                  |  |  |                  |  |
|                                     |                                | Lavinia Smyth                         | sir James Smith                      |  |  |       |  |  |                  |  |  |                  |  |
|                                     |                                | Lavinia Smyth                         | Grace Dyke                           |  |  |       |  |  |                  |  |  |                  |  |
| Edward Fellowes, I barone di Ramsey |                                | Lavinia Smyth                         |                                      |  |  |       |  |  |                  |  |  |                  |  |
|                                     |                                | Richard Benyon                        | Richard Benyon                       |  |  |       |  |  |                  |  |  |                  |  |
|                                     |                                | Richard Benyon                        | Richard Benyon                       |  |  |       |  |  |                  |  |  |                  |  |
|                                     |                                | Richard Benyon                        | Mary Tyssen                          |  |  |       |  |  |                  |  |  |                  |  |
| Emma Benyon                         |                                | Richard Benyon                        |                                      |  |  |       |  |  |                  |  |  |                  |  |
|                                     |                                | Hannah Hulse                          | Edward Hulse                         |  |  |       |  |  |                  |  |  |                  |  |
|                                     |                                | Hannah Hulse                          | Edward Hulse                         |  |  |       |  |  |                  |  |  |                  |  |
|                                     |                                | Hannah Hulse                          | Hannah Vanderplank                   |  |  |       |  |  |                  |  |  |                  |  |
| Ailwyn Fellowes, I barone Ailwyn    |                                | Hannah Hulse                          |                                      |  |  |       |  |  |                  |  |  |                  |  |
|                                     | Lewis Watson, II barone Sondes | Lewis Monson, I barone Sondes         |                                      |  |  |       |  |  |                  |  |  |                  |  |
|                                     | Lewis Watson, II barone Sondes | Lewis Monson, I barone Sondes         |                                      |  |  |       |  |  |                  |  |  |                  |  |
|                                     | Lewis Watson, II barone Sondes | Grace Pelham                          |                                      |  |  |       |  |  |                  |  |  |                  |  |
| George Milles, IV barone Sondes     | Lewis Watson, II barone Sondes |                                       |                                      |  |  |       |  |  |                  |  |  |                  |  |
|                                     |                                | Mary Elizabeth Miles                  | Richard Milles                       |  |  |       |  |  |                  |  |  |                  |  |
|                                     |                                | Mary Elizabeth Miles                  | Richard Milles                       |  |  |       |  |  |                  |  |  |                  |  |
|                                     |                                | Mary Elizabeth Miles                  | Mary Elizabeth Tanner                |  |  |       |  |  |                  |  |  |                  |  |
| Mary Julia Milles                   |                                | Mary Elizabeth Miles                  |                                      |  |  |       |  |  |                  |  |  |                  |  |
|                                     |                                | sir Edward Knatchbull, VIII baronetto | sir Edward Knatchbull, VII baronetto |  |  |       |  |  |                  |  |  |                  |  |
|                                     |                                | sir Edward Knatchbull, VIII baronetto | sir Edward Knatchbull, VII baronetto |  |  |       |  |  |                  |  |  |                  |  |
|                                     |                                | sir Edward Knatchbull, VIII baronetto | Grace Legge                          |  |  |       |  |  |                  |  |  |                  |  |
| Eleanor Knatchbull                  |                                | sir Edward Knatchbull, VIII baronetto |                                      |  |  |       |  |  |                  |  |  |                  |  |
|                                     |                                | Mary Hawkins                          | Thomas Hawkins                       |  |  |       |  |  |                  |  |  |                  |  |
|                                     |                                | Mary Hawkins                          | Thomas Hawkins                       |  |  |       |  |  |                  |  |  |                  |  |
|                                     |                                | Mary Hawkins                          | Mary Theresa Bradshaw                |  |  |       |  |  |                  |  |  |                  |  |
|                                     |                                | Mary Hawkins                          |                                      |  |  |       |  |  |                  |  |  |                  |  |